# Acura
Acura — Акура, відділення концерну Honda, що спеціалізується на випуску автомобілів люкс-класу та спортивних автомобілів для авторинків Північної Америки та Гонконгу. По суті, Acura виробляє модифікації базових моделей фірми Honda з преміум-обладнанням.
Складальний завод American Honda Motor Co. був відкритий в Каліфорнії 27 березня 1986 року. Найменування «Acura» з'явилося в 1989 р. і відноситься виключно до престижних моделей Honda, що продаються в США. Тактико-технічні дані автомобілів марки Acura, як правило, не відрізняються від відповідних параметрів моделей фірми Honda. При цьому назви моделей збігаються. Велика частина моделей виробляється безпосередньо в Північній Америці (серії CL і TL), а окремі моделі — RL і NSX — через невеликі обсяги продажу ввозяться з Японії. Випуск тільки «американських» моделей Acura в 1999 р. становив 101,3 тис. од. Основна відмінність моделей Acura від аналогічних автомобілів Honda — спортивна зовнішність і вищий рівень серійної комплектації. Окрім цього, Acura представляє в США престижніші моделі TL і RL, які Honda не пропонує європейцям.
У емблемі використана стилізація букви «А», що нагадує металеві щипці. Такий простий малюнок викликаний складністю реєстрації в США нових торгових марок — майже завжди в офіційному реєстрі логотипів знайдеться схожий товарний знак.

## Модельний ряд
Докладніше: Список автомобілів Acura
1. ↑  https://trademarks.justia.com/859/02/acura-85902668.html